# Ермаков, Георгий Викторович
Георгий Викторович Ермаков (1907 — не ранее 1979) — советский инженер-теплотехник, лауреат Сталинской премии и Государственной премии СССР.

## Биография
Родился в 1907 году.
В 1932 году окончил Ленинградский институт инженеров железнодорожного транспорта.
Работал конструктором в Центральном котлотурбинном институте, на Невском и Подольском машиностроительных заводах.
Стал участником ядерной программы; с конца 1946 года — начальник конструкторской группы ОКБ «Гидропресс» (компоновка и реактор), затем до 1956 года — директор ОКБ «Гидропресс».
С 1956 года — главный инженер Главного управления атомных электростанций (Главатомэнерго) Министерства электростанций СССР. В 1966—1969 годах был главным инженером Главатомэнерго Госкомитета по энергетике и электрификации СССР.
С 1970 года — главный специалист по атомной энергетике Государственного комитета Совета Министров СССР по науке и технике.

## Награды
- Сталинская премия 1953 года — за разработку проекта и сооружение опытного теплообменника.
- Государственная премия СССР 1967 года — за разработку, сооружение и освоение НВАЭС.
- орден Трудового Красного Знамени
- медали.

## Публикации
- Ермаков Г. В. Развитие атомной энергетики // Электрификация СССР. — М.: Энергия, 1967. — С. 162—173.
- Ермаков, Георгий Викторович. Мощные атомные электростанции. — Москва: Знание, 1958. — 32 с. : схем. — (Серия 4. Всесоюз. о-во по распространению полит. и науч. знаний; № 18).

Последняя публикация датирована июлем 1979 года.

## Семья
Сын — Юрий Георгиевич Ермаков (род. 1943), инженер-проектировщик, в 1993—2015 гг. возглавлял проектный блок «Росэнергоатома».